# ГЕС Тугутан
ГЕС Тугутан (土谷塘航电枢纽) — гідроелектростанція у центральній частині Китаю в провінції Хунань. Знаходячись між ГЕС Jìnwěizhōu (вище по течії) та ГЕС Dàyuándù, входить до складу каскаду на річці Сянцзян, яка впадає до розташованого на правобережжі Янцзи великого озера Дунтін.
В межах проекту річку перекрили бетонною греблею довжиною понад півкілометра, яка утримує водосховище з об'ємом 197 млн м3 та нормальним рівнем поверхні на позначці 58 метрів НРМ. У складі комплексу облаштували судноплавний шлюз із розмірами камери 180х23 метрів.
Інтегрований у греблю машинний зал станції обладнали чотирма бульбовими турбінами потужністю по 22,5 МВт, котрі використовують напір у 5,8 метра та забезпечують виробництво 363 млн кВт-год електроенергії на рік.
Видача продукції відбувається по ЛЕП, розрахованій на роботу під напругою 110 кВ.